# Вернер Штрайб
Вернер Штрайб (нім. Werner Streib; 13 червня 1911, Пфорцгайм — 15 червня 1986, Мюнхен) — німецький військовий льотчик-ас, 4-й за результативністю пілот нічної винищувальної авіації за часів Третього Рейху; здобув 68 перемог у повітряних боях (65 — в нічний час). Оберст Люфтваффе. Один з 160 кавалерів Лицарського хреста Залізного хреста з дубовим листям та мечами (1944). Після створення Бундесверу — продовжив службу в лавах військово-повітряних сил Західної Німеччини, де пройшов шлях до генерал-майора Люфтваффе.

## Біографія
Вернер Штрайб народився 13 червня 1911 у місті Пфорцгайм у Великому герцогстві Бадені. Після закінчення гімназії він деякий час працював у банківській та фінансовій сферах і не планував пов'язувати своє життя з армією. Однак, у серпні 1934 року почав свою військову службу у званні фанен-юнкера 14-го піхотного полку. У середині 1935 року Штрайб перевівся до Люфтваффе і після завершення льотної підготовки направлений у розвідувальну авіацію. У складі l.(H)/Aufkl.Gr.H3 він літав на біпланах Не-45 і Не-46. У 1938 році Штрайб був призначений до складу 4./JG132.
Військова кар'єра
- серпень 1934 — фанен-юнкер
- 1936 — лейтенант
- 1939 — оберлейтенант
- жовтень 1940 — гауптман
- 1942 — майор
- 1944 — оберстлейтенант
- 1944 — оберст

- 1958 — бригадний генерал
- 1960? — генерал-майор

Згодом молодого льотчика перевели до підрозділу винищувальної авіації у Ютерборі, до складу JG 2. У вересні 1939 року Штрейб пілотом важкого винищувача Bf 110 брав участь у боях у Польщі, але не зміг здобути там жодної перемоги. У квітні 1940 року він брав участь у боях в Данії і Норвегії. 9 квітня Штрайб разом з іншими пілотами І./ZG1 знищив на аеродромі у Ваерлозе дві данських літаки-розвідники Фоккер С-VE. 10 травня 1940 року з початком кампанії на Заході Штрайб здобув свою першу повітряну перемогу, збивши англійський бомбардувальник Bristol Blenheim. Ця перемога, як потім виявилося, стала його єдиною денною перемогою.
6 червня 1940 року оберлейтенант Штрайб був призначений командиром 2./ZG1. У липні на базі І./ZG1 була сформована І./NJG1, і Штрайб відповідно став командиром 2./NJG1.
У ніч з 20 на 21 липня 1940 року молодий офіцер здобув свою першу нічну перемогу, збивши над Руром англійський бомбардувальник Armstrong Whitworth Whitley. При цьому Штрайб спочатку прийняв його за німецький Bf-110. Тільки наблизившись до нього на відстань 270 метрів, він зрозумів, що це англійський «Вїтлі». Вибравши напрямок для атаки, Штрейб скоротив дистанцію до 230 метрів. У той момент хвостовий бортстрілець бомбардувальника відкрив вогонь по «Мессершмітту» Штрайба. Сумнівів більше не було. Штрайб відвернув вправо і потім, зайнявши позицію ззаду і нижче бомбардувальника, відкрив вогонь. Полум'я охопило правий двигун «Вїтлі» і він почав падати. Це було перше успішне, т. зв. світлове перехоплення, виконане пілотами нічної винищувальної авіації.
7 жовтня 1940 року рейхсмаршал Герінг вручив гауптману Штрайбу Лицарський хрест. Він став другим пілотом у нічній винищувальній авіації після майора Фалька, який отримав цю нагороду. У ніч з 15 на 16 жовтня Штрайб збив відразу 3 англійських бомбардувальники. Всього ж тієї ночі на рахунку пілотів І./NJG1 було 5 перемог. 18 жовтня 1940 року Штрайб був призначений командиром I./NJG1 замість гауптмана Гюнтера Радуша, який посів посаду командира знов сформованої І./NJG3.
Протягом 1941 року гауптман Штрайб здобув 22 перемоги, а в 1942 — ще 37. Так, в ночі 26 на 27 березня 1942 року під час нальоту 104 Vickers Wellington і 11 Short Stirling на Ессен він збив 2 бомбардувальники, а 3 липня в районі Ейндховена на його рахунку був «Веллінгтон», який брав участь у нальоті на Ессен. 26 лютого 1943 року Штрайб був нагороджений дубовим листям до Лицарського хреста. 25 і 26 березня 1943 року Штрайб брав участь у порівняльних випробуваннях Не 219 і Ju 188, при цьому він пілотував Не-219. Штрейб став гарячим прихильником отримання цього літака на озброєння нічній винищувальній авіації й зміг домогтися, щоб його штабній ланці дозволили випробувати Не 219 у бойових умовах.
У ніч з 11 на 12 червня 1943 783 року британські бомбардувальники здійснили наліт на Дюссельдорф, і в 00:38 Штрайб разом з іншими офіцерами ескадри піднявся з аеродрому Венло. У 01:05 екіпаж Штрейба збив Avro Lancaster з 115 ескадри Королівських ПС, а потім протягом півгодини ще 4 Handley Page Halifax. Таким чином, у ході першого ж бойового вильоту на новому «Гайнкелі» Штрайб здобув відразу 5 перемог.
Однак при вибуху двигуна одного з збитих літаків лобове скло Heinkel He 219 було повністю забризкане маслом. Тому при заході на посадку Штрайб, ймовірно, не зміг правильно визначити відстань до землі. У 02:22 на швидкості близько 240 км/год літак вдарився об землю і розвалився на чотири частини. Кабіна Не 219 проїхала по землі близько 45 метрів, але обидва пілоти відбулися лише невеликими пошкодженнями. Такий драматичний фінал першого бойового вильоту не зміг зменшити переваги Не 219 в очах пілотів І./NJG1. Протягом 10 днів вони збили до 26 чотиримоторних бомбардувальників і 6 De Havilland Mosquito, довівши бойовий потенціал цього літака. Тим не менш, незважаючи на такий успіх, Не-219 був запущений у серійне виробництво лише в січні 1944 року.
1 липня 1943 року майор Штрайб був призначений командиром NJG1 замість оберста Фалька. 1 березня 1944 року він був призначений інспектором нічної винищувальної авіації і посідав цю посаду вже до кінця війни.
11 березня 1944 року Штрайб був нагороджений мечами до Лицарського хреста (Nr.54). Всього він виконав 150 бойових вильотів, і на його рахунку було 66 перемог у повітрі, з яких 65 він здобув вночі.
Після завершення війни, у 1947 Штрейб одружився і потім став процвітаючим власником продовольчого магазину. 16 березня 1956 він вступив до Люфтваффе Бундесверу і був призначений начальником авіашколи в Ландсбергу, де на американських літаках North American T-6 Texan тренувалися німецькі льотчики. У 1966 у званні генерал-майора Штрайб вийшов у відставку.
15 червня 1986 року Вернер Штрейб помер у Мюнхені, де жив після виходу у відставку.

## Відео
- Heinkel HE 219 uhu (Eagle-Owl) & Ta 154 «mosquito»